# Симунье
Симунье (англ. Simunye) — город на северо-востоке Эсватини, на территории округа Лубомбо.

## Географическое положение
Расположен в северо-восточной части округа, в 55 к северо-востоку от города Ситеки и в 30 км к югу от границы с ЮАР. Город лежит к западу от горного хребта Лебомбо.

## Население
По данным официальной переписи 1997 года численность населения составляла 5633 человека.
Динамика численности населения города по годам:
| 1997 | 2013 |
| ---- | ---- |
| 5633 | 5520 |

## Спорт
В городе базируется футбольная команда Роял Леопардс.